# والمونتونه
والمونتونه (به ایتالیایی: Valmontone) یک کومونه در ایتالیا است که در استان رم واقع شده‌است.

## خصوصیات
والمونتونه ۴۰ کیلومترمربع مساحت و ۱۵٬۹۱۸ نفر جمعیت دارد و ۳۰۳ متر بالاتر از سطح دریا واقع شده‌است.

## خواهرخوانده
شهرهای Weiler-Simmerberg، بنیفایو، تورسی و فانیانو آلتو خواهرخوانده‌های والمونتونه هستند.